# Gomphurus hybridus
Gomphurus hybridus – gatunek ważki z rodziny gadziogłówkowatych (Gomphidae). Występuje w południowej, południowo-wschodniej i wschodniej części USA – od Arkansas, Indiany i Karoliny Północnej na południe do Teksasu i Florydy.